# Чемпионат России по вольной борьбе 1994
Чемпионат России по вольной борьбе 1994 года проходил в Санкт-Петербурге.

## Медалисты
| Категория | Золото                            | Серебро                          | Бронза                            |
| --------- | --------------------------------- | -------------------------------- | --------------------------------- |
| До 48 кг  | Вугар Оруджев Северная Осетия     | Андрей Матюнов Бурятия           | Пётр Юмшанов Якутия               |
| До 52 кг  | Афис Джавадов Дагестан            | Султан Давудов Дагестан          | Юрий Сенек ЯНАО                   |
| До 57 кг  | Абдулазиз Азизов Дагестан         | Виталий Гульчеев Северная Осетия | Василий Стручков Якутия           |
| До 62 кг  | Гаджи Рашидов Дагестан            | Шамиль Эфендиев Дагестан         | Зелимхан Ахмадов Северная Осетия  |
| До 68 кг  | Игорь Купеев Северная Осетия      | Заур Эфендиев Дагестан           | Рамис Рамазанов Дагестан          |
| До 74 кг  | Сайгид Катиновасов Дагестан       | Махмет Ибрагимов Дагестан        | Тотраз Арчегов Северная Осетия    |
| До 82 кг  | Станислав Албегов Северная Осетия | Расул Катиновасов Дагестан       | Георгий Модосян Красноярск        |
| До 90 кг  | Махарбек Хадарцев Северная Осетия | Михаил Кондратов Воронеж         | Руслан Озроков Карачаево-Черкесия |
| До 100 кг | Давид Мусульбес Северная Осетия   | Сергей Ковалевский ХМАО          | Аслан Хагуров Москва              |
| До 130 кг | Геннадий Жильцов Красноярск       | Эльбрус Плиев Северная Осетия    | Георгий Кайсынов Северная Осетия  |